# Druga Liga 1946-1947
La Druga Liga 1946-1947 fu la 1ª edizione della seconda divisione del campionato jugoslavo di calcio. In realtà una vera e propria "seconda lega federale" (druga savezna liga) fu istituita solo a partire dall'anno successivo, mentre nella stagione 1946-1947 il secondo livello della piramide calcistica jugoslava era costituito dalle republičke lige, cioè le leghe repubblicane (ogni repubblica aveva il suo campionato, eventualmente suddiviso in più gironi), seguite da una "coppa federale di qualificazione" (in sloveno zveznega kvalifikacijskega pokala) a cui ebbero accesso le migliori classificate di ciascuna lega repubblicana.
Tale situazione durò solo una stagione. In occasione dell'assemblea del 3-4 luglio 1947 la federazione di cultura fisica della Jugoslavia, che organizzò i primi campionati calcistici del secondo dopoguerra (la federazione calcistica della Jugoslavia fu ricostituita solo nel 1948), deliberò di ridurre il massimo campionato federale da 14 a 10 squadre, e di costituire una "seconda lega federale" sempre a 10 squadre e a girone unico, declassando dunque le leghe repubblicane al terzo livello. La vincitrice della "coppa federale di qualificazione" venne promossa direttamente nel massimo campionato, mentre la finalista uscì sconfitta dalla partita di qualificazione contro l'ottava classificata del massimo campionato e dovette accontentarsi dell'accesso in Druga Liga. Altre squadre furono ammesse d'ufficio alla prima effettiva edizione (quella 1947-1948) della Druga Savezna Liga sulla base di criteri non necessariamente legati al piazzamento in campionato mentre altre conquistarono l'accesso al nuovo secondo livello vincendo dei tornei di qualificazione pre-campionato. 

## Leghe repubblicane

### Slovenia
| Pos. | Squadra            | Pt | G  | V  | N | P  | GF | GS | QR    |
| --- | ------------------ | -- | -- | -- | - | -- | -- | -- | ----- |
| 1 | Železničar Lubiana | 21 | 13 | 10 | 1 | 2  | 40 | 12 | 3,333 |
| 2 | Svoboda            | 19 | 13 | 9  | 1 | 3  | 41 | 15 | 2,733 |
| 3 | Rudar Trbovlje     | 18 | 13 | 7  | 4 | 2  | 31 | 13 | 2,384 |
| 4 | Železničar Maribor | 16 | 13 | 7  | 2 | 4  | 43 | 24 | 1,791 |
| 5 | Celje              | 16 | 13 | 7  | 2 | 4  | 34 | 28 | 1,214 |
| 6 | Krim Lubiana       | 15 | 13 | 7  | 1 | 5  | 39 | 27 | 1,444 |
| 7 | Polet Maribor      | 15 | 13 | 7  | 1 | 5  | 33 | 25 | 1,320 |
| 8 | FD Kranj           | 15 | 13 | 7  | 1 | 5  | 34 | 32 | 1,062 |
| 9 | Gregorčič Jesenice | 14 | 13 | 7  | 0 | 6  | 30 | 26 | 1,153 |
| 10 | Borec Lubiana      | 12 | 13 | 5  | 2 | 6  | 20 | 21 | 0,952 |
| 11 | Olimp Celje        | 11 | 13 | 4  | 3 | 6  | 30 | 27 | 1,111 |
| 12 | Murska Sobota      | 5  | 13 | 2  | 1 | 10 | 18 | 35 | 0,514 |
| 13 | Edinost Lubiana    | 4  | 14 | 1  | 2 | 11 | 6  | 65 | 0,092 |
| 14 | FD Novo Mesto      | 3  | 14 | 0  | 3 | 11 | 9  | 58 | 0,155 |
| All'inizio della primavera vi è stata la fusione fra alcuni club: Železničar e Partizan in Brastvo Triglav Borec, Svoboda e Udarnik in Enotnost Lubiana Krim ed Edinost in Krim Lubiana Olimp e Celje e Kladivar Celje |                    |    |    |    |   |    |    |    |       |
| GIRONE FINALE |                    |    |    |    |   |    |    |    |       |
| 1 | Enotnost           | 27 | 18 | 13 | 1 | 4  | 56 | 18 | 3,111 |
| 2 | Triglav Lubiana    | 26 | 18 | 12 | 2 | 4  | 52 | 20 | 2,600 |
| 3 | Kladivar Celje     | 26 | 18 | 12 | 2 | 4  | 45 | 28 | 1,607 |
| 4 | Rudar Trbovlje     | 23 | 18 | 9  | 5 | 4  | 40 | 20 | 2,000 |
| 5 | Krim Lubiana       | 17 | 18 | 1  | 8 | 9  | 46 | 48 | 0,958 |
| 6 | Železničar Maribor | 16 | 18 | 7  | 2 | 9  | 43 | 39 | 1,102 |
| Enotnost e Triglav qualificate per la fase finale |                    |    |    |    |   |    |    |    |       |

### Croazia
| Pos.                                                                                                   | Squadra            | Pt | G  | V  | N | P  | GF | GS | QR    |
| --- | ------------------ | -- | -- | -- | - | -- | -- | -- | ----- |
| 1. | Metalac Zagabria   | 23 | 14 | 11 | 1 | 2  | 45 | 13 | 3,461 |
| 2. | NK Zagabria        | 18 | 14 | 8  | 2 | 4  | 45 | 21 | 2,142 |
| 3. | RNK Spalato        | 17 | 14 | 8  | 1 | 5  | 32 | 20 | 1,600 |
| 4. | Tekstilac Varaždin | 16 | 14 | 7  | 2 | 5  | 32 | 19 | 1,684 |
| 5. | Slaven Borovo      | 16 | 14 | 7  | 2 | 5  | 21 | 25 | 0,840 |
| 6. | Naprijed Sisak     | 12 | 14 | 4  | 4 | 6  | 17 | 26 | 0,653 |
| 7. | U.S.O. Pola        | 10 | 14 | 3  | 4 | 7  | 23 | 37 | 0,621 |
| 8. | Proleter Belišće   | 0  | 14 | 0  | 0 | 14 | 9  | 61 | 0,147 |
| 9. | Udarnik Karlovac   | 5  | 8  | 2  | 1 | 5  | 7  | 14 | 0,500 |
| Metalac, Zagabria, Spalato e Tekstilac qualificate per la fase finale Udarnik ritirato dopo 8 giornate |                    |    |    |    |   |    |    |    |       |

### Bosnia Erzegovina
| Pos.                                           | Squadra          | Pt | G  | V  | N | P  | GF | GS | QR    |
| ---------------------------------------------- | ---------------- | -- | -- | -- | - | -- | -- | -- | ----- |
| 1.                                             | Velež Mostar     | 23 | 14 | 11 | 1 | 2  | 40 | 7  | 5,714 |
| 2.                                             | Torpedo Sarajevo | 22 | 14 | 11 | 0 | 3  | 43 | 21 | 2,047 |
| 3.                                             | Borac Banja Luka | 19 | 14 | 9  | 1 | 4  | 42 | 14 | 3,000 |
| 4.                                             | Čelik Zenica     | 17 | 14 | 8  | 1 | 5  | 27 | 21 | 1,285 |
| 5.                                             | Sloboda Tuzla    | 10 | 14 | 4  | 2 | 8  | 26 | 34 | 0,764 |
| 6.                                             | Brastvo Travnik  | 9  | 14 | 4  | 1 | 9  | 18 | 31 | 0,580 |
| 7.                                             | Jedinstvo Bihać  | 6  | 14 | 3  | 0 | 11 | 23 | 60 | 0,383 |
| 8.                                             | Proleter Teslić  | 5  | 14 | 2  | 1 | 11 | 14 | 32 | 0,437 |
| 9.                                             | Udarnik Sarajevo | 9  | 8  | 4  | 1 | 3  | 20 | 21 | 0,952 |
| Velež e Torpedo qualificate per la fase finale |                  |    |    |    |   |    |    |    |       |

### Serbia

#### I Zona
| Pos.                                                  | Squadra                 | Pt | G  | V  | N | P  | GF | GS | QR    |
| ----------------------------------------------------- | ----------------------- | -- | -- | -- | - | -- | -- | -- | ----- |
| 1.                                                    | Sloga Novi Sad          | 38 | 22 | 18 | 2 | 2  | 87 | 22 | 3,954 |
| 2.                                                    | Dinamo Pančevo          | 33 | 22 | 16 | 1 | 5  | 70 | 35 | 2,000 |
| 3.                                                    | Sloboda Subotica        | 27 | 22 | 12 | 3 | 7  | 57 | 30 | 1,900 |
| 4.                                                    | Srem                    | 27 | 22 | 13 | 1 | 8  | 56 | 32 | 1,750 |
| 5.                                                    | Milicionar              | 22 | 22 | 9  | 4 | 9  | 35 | 48 | 0,729 |
| 6.                                                    | Polet Sombor            | 20 | 22 | 7  | 6 | 9  | 41 | 47 | 0,872 |
| 7.                                                    | Željezničar Zrenjanin   | 20 | 22 | 8  | 4 | 10 | 43 | 56 | 0,767 |
| 8.                                                    | FD Zrenjanin            | 16 | 22 | 7  | 2 | 13 | 51 | 65 | 0,784 |
| 9.                                                    | FK Belgrado             | 16 | 22 | 7  | 2 | 13 | 35 | 57 | 0,614 |
| 10.                                                   | Eđšeg Novi Sad          | 15 | 22 | 5  | 5 | 12 | 34 | 53 | 0,641 |
| 11.                                                   | Jedinstvo Vršac         | 15 | 22 | 6  | 3 | 13 | 37 | 62 | 0,596 |
| 12.                                                   | Jedinstvo Bačka Palanka | 15 | 22 | 5  | 5 | 12 | 34 | 73 | 0,465 |
| Sloga e Dinamo Pančevo qualificate per la fase finale |                         |    |    |    |   |    |    |    |       |

#### II Zona
| Pos.                                    | Squadra                | Pt | G  | V  | N | P  | GF | GS | QR    |
| --------------------------------------- | ---------------------- | -- | -- | -- | - | -- | -- | -- | ----- |
| 1.                                      | Podrinje Šabac         | 26 | 16 | 11 | 4 | 1  | 64 | 13 | 4,923 |
| 2.                                      | Jedinstvo Smederevo    | 22 | 16 | 10 | 2 | 4  | 51 | 21 | 2,428 |
| 3.                                      | Radnički Belgrado      | 22 | 16 | 10 | 2 | 4  | 49 | 31 | 1,580 |
| 4.                                      | Borac Čačak            | 19 | 16 | 8  | 3 | 5  | 28 | 23 | 1,217 |
| 5.                                      | Sloboda Užice          | 15 | 16 | 4  | 7 | 5  | 29 | 27 | 1,074 |
| 6.                                      | Nikčević Svetozarevo   | 14 | 16 | 6  | 2 | 8  | 24 | 27 | 0,888 |
| 7.                                      | Budućnost Valjevo      | 12 | 16 | 5  | 2 | 9  | 19 | 41 | 0,463 |
| 8.                                      | Mladi Radnik Požarevac | 8  | 16 | 3  | 2 | 11 | 24 | 64 | 0,375 |
| 9.                                      | Sandžak Novi Pazar     | 6  | 16 | 2  | 2 | 12 | 14 | 54 | 0,259 |
| Podrinje qualificato per la fase finale |                        |    |    |    |   |    |    |    |       |

#### III Zona
| Pos.                                               | Squadra                    | Pt | G  | V  | N | P  | GF | GS | QR    |
| -------------------------------------------------- | -------------------------- | -- | -- | -- | - | -- | -- | -- | ----- |
| 1.                                                 | Radnički Kragujevac        | 25 | 16 | 11 | 3 | 2  | 51 | 16 | 3,187 |
| 2.                                                 | Napredak Kruševac          | 21 | 16 | 10 | 1 | 5  | 50 | 30 | 1,666 |
| 3.                                                 | Topličanin Prokuplje       | 17 | 16 | 6  | 5 | 5  | 31 | 28 | 1,107 |
| 4.                                                 | Kosta Stamenković Leskovac | 17 | 16 | 6  | 5 | 5  | 28 | 32 | 0,875 |
| 5.                                                 | Proleter Pirot             | 16 | 16 | 7  | 2 | 7  | 30 | 27 | 1,111 |
| 6.                                                 | Jedinstvo Priština         | 14 | 16 | 5  | 4 | 7  | 26 | 37 | 0,702 |
| 7.                                                 | Bor                        | 12 | 15 | 5  | 3 | 8  | 22 | 35 | 0,628 |
| 8.                                                 | Buducnost Peć              | 12 | 16 | 3  | 2 | 11 | 17 | 35 | 0,485 |
| 9.                                                 | Dinamo Vranje              | 7  | 15 | 2  | 3 | 10 | 22 | 52 | 0,423 |
| 10.                                                | Jedinstvo Niš              | 10 | 11 | 4  | 2 | 5  | 24 | 23 | 1,043 |
| Radnički Kragujevac qualificato per la fase finale |                            |    |    |    |   |    |    |    |       |

### Montenegro
| Pos.                                             | Squadra        | Pt | G | V | N | P | GF | GS | QR    |
| ------------------------------------------------ | -------------- | -- | - | - | - | - | -- | -- | ----- |
| 1.                                               | Sutjeska       | 13 | 8 | 6 | 1 | 1 | 11 | 6  | 1,833 |
| 2.                                               | Bokelj         | 11 | 8 | 5 | 1 | 2 | 14 | 14 | 1,000 |
| 3.                                               | Lovćen         | 9  | 8 | 4 | 1 | 3 | 21 | 13 | 1,615 |
| 4.                                               | Arsenal Tivat  | 5  | 8 | 2 | 1 | 5 | 13 | 20 | 0,650 |
| 5.                                               | Jakić Pljevlja | 2  | 8 | 1 | 0 | 7 | 5  | 16 | 0,312 |
| Sutjeska e Bokelj qualificate per la fase finale |                |    |   |   |   |   |    |    |       |

### Macedonia
| Pos.                                                   | Squadra               | Pt | G  | V  | N | P  | GF | GS | QR    |
| ------------------------------------------------------ | --------------------- | -- | -- | -- | - | -- | -- | -- | ----- |
| 1.                                                     | Makedonija Skopje     | 33 | 18 | 16 | 1 | 1  | 80 | 16 | 5,000 |
| 2.                                                     | Rabotnički            | 27 | 18 | 11 | 5 | 2  | 45 | 16 | 2,812 |
| 3.                                                     | Ljuboten Tetovo       | 22 | 18 | 10 | 2 | 6  | 39 | 36 | 1,083 |
| 4.                                                     | Goce Delčev           | 20 | 18 | 9  | 2 | 7  | 39 | 34 | 1,147 |
| 5.                                                     | 11. Oktomvri Kumanovo | 17 | 18 | 7  | 3 | 8  | 34 | 28 | 1,214 |
| 6.                                                     | Zafer                 | 17 | 18 | 8  | 1 | 9  | 30 | 39 | 0,769 |
| 7.                                                     | Pelister              | 17 | 18 | 7  | 3 | 8  | 26 | 37 | 0,702 |
| 8.                                                     | Napredok Titov Veles  | 13 | 18 | 5  | 3 | 10 | 25 | 42 | 0,595 |
| 9.                                                     | Edinstvo Skopje       | 7  | 18 | 2  | 3 | 13 | 22 | 44 | 0,500 |
| 10.                                                    | Makedonija Kočani     | 7  | 18 | 3  | 1 | 14 | 11 | 59 | 0,186 |
| Makedonija e Rabotnički qualificate per la fase finale |                       |    |    |    |   |    |    |    |       |

## Fase finale per il titolo e la promozione
La fase finale prendeva il nome di "coppa federale di qualificazione" (in sloveno Zveznega kvalifikacijskega pokala, in croato Savezni kvalifikacijski kup).
| Squadra 1           | Totale                | Squadra 2          | Andata     | Ritorno    |
| ------------------- | --------------------- | ------------------ | ---------- | ---------- |
| OTTAVI DI FINALE    | OTTAVI DI FINALE      | OTTAVI DI FINALE   | 11.05.1947 | 18.05.1947 |
| Enotnost            | 3 - 3 3 - 1 ("bella") | Triglav Lubiana    | 2 - 1      | 1 - 2      |
| Tekstilac Varaždin  | 1 - 0                 | NK Zagabria        | 0 - 0      | 1 - 0      |
| Metalac Zagabria    | 5 - 2                 | RNK Spalato        | 4 - 1      | 1 - 1      |
| Velež Mostar        | 3 - 4                 | Torpedo Sarajevo   | 2 - 1      | 1 - 3      |
| Dinamo Pančevo      | 5 - 2                 | Podrinje Šabac     | 4 - 0      | 1 - 2      |
| Radnički Kragujevac | 0 - 5                 | Sloga Novi Sad     | 0 - 4      | 0 - 1      |
| Makedonija Skopje   | 3 - 1                 | Rabotnički         | 1 - 1      | 2 - 0      |
| Sutjeska            | 4 - 3                 | Bokelj             | 3 - 1      | 1 - 2      |
| QUARTI DI FINALE    | QUARTI DI FINALE      | QUARTI DI FINALE   | 25.05.1947 | 01.06.1947 |
| Enotnost            | 0 - 5                 | Metalac Zagabria   | 0 - 4      | 0 - 1      |
| Sloga Novi Sad      | 3 - 2                 | Tekstilac Varaždin | 2 - 0      | 1 - 2      |
| Sutjeska            | 3 - 8                 | Torpedo Sarajevo   | 2 - 2      | 1 - 6      |
| Makedonija Skopje   | 3 - 3 1 - 2 ("bella") | Dinamo Pančevo     | 3 - 1      | 0 - 2      |
| SEMIFINALI          | SEMIFINALI            | SEMIFINALI         | 15.06.1947 | 22.06.1947 |
| Sloga Novi Sad      | 3 - 1                 | Metalac Zagabria   | 2 - 0      | 1 - 1      |
| Dinamo Pančevo      | 3 - 5                 | Torpedo Sarajevo   | 2 - 1      | 1 - 4      |
| FINALE              | FINALE                | FINALE             | 20.07.1947 | 31.07.1947 |
| Torpedo Sarajevo    | 8 - 4                 | Sloga Novi Sad     | 5 - 1      | 3 - 3      |

- Torpedo, che poi cambia il nome in FK Sarajevo, promosso in Prva Liga 1947-1948
- Sloga Novi Sad va allo spareggio contro l'ottava della Prva Liga 1946-1947 (Vardar) per un posto in massima divisione

| Squadra 1 | Totale | Squadra 2      | Andata | Ritorno |
| --------- | ------ | -------------- | ------ | ------- |
| SPAREGGIO |        |                |        |         |
| Vardar    | 2 - 1  | Sloga Novi Sad | 1 - 0  | 1 - 1   |

- Sloga Novi Sad rimane in Druga Liga

## Verso la Druga Liga a girone unico
Nella riunione dell'Associazione della Ginnastica jugoslava (la Federazione calcistica della Jugoslavia è stata costituita in seguito), tenutasi il 3 e 4 luglio 1947, è stato deciso che la Prva Liga 1947-1948 e la Druga sarebbero state composte da 10 squadre ciascuna.
Queste sono le componenti della seconda serie:
- Budućnost - retrocesso dalla Prva liga
- Kvarner - retrocesso dalla Prva liga dopo spareggio
- Sloga Novi Sad, Dinamo Pančevo e Metalac Zagabria - semifinaliste non promosse della fase finale della Druga liga 1946-47
- Naša krila - rappresentante della Aeronautica militare jugoslava
- Mornar Spalato - rappresentante della Marina militare jugoslava
- la vincitrice di un torneo di qualificazione fra Radnički Kragujevac, Tekstilac Varaždin, Proleter Osijek e Podrinje Šabac
- la vincitrice di un torneo di qualificazione fra Velež Mostar, Sutjeska, 14 Oktobar Niš e Rabotnički
- Enotnost - rappresentante della Slovenia